# Cethromycin
Cethromycin, tên thương mại Restanza (ban đầu được gọi là ABT-773 ) là một loại kháng sinh ketolide đang được nghiên cứu để điều trị viêm phổi mắc phải tại cộng đồng (CAP)  và cho phòng ngừa bệnh than qua đường hô hấp sau phơi nhiễm và được cấp tình trạng "thuốc mồ côi" cho chỉ định này. Ban đầu được phát hiện và phát triển bởi Abbott, nó đã được Advanced Life Science Inc. mua lại để phát triển thêm.
Vào ngày 1 tháng 10 năm 2008, Khoa học Đời sống Tiên tiến đã nộp Đơn đăng ký Thuốc mới (NDA) cho Cơ quan Quản lý Thực phẩm và Dược phẩm Hoa Kỳ (FDA) để điều trị viêm phổi mắc phải ở mức độ nhẹ đến trung bình.
Vào ngày 3 tháng 12 năm 2008, Advanced Life Science đã thông báo rằng NDA của thuốc này đã được FDA chấp nhận để lưu trữ.
Vào tháng 6 năm 2009, một đánh giá của Ủy ban Tư vấn về Thuốc chống nhiễm trùng của FDA đã tìm thấy bằng chứng không đủ về hiệu quả của cethromycin trong điều trị viêm phổi mắc phải tại cộng đồng, vì thử nghiệm lâm sàng giai đoạn 3 tuân theo các tiêu chuẩn được cập nhật sau thử nghiệm lâm sàng nhưng ba tháng trước khi xem xét. Ủy ban đã làm, tuy nhiên, tìm thấy thuốc an toàn để sử dụng.